# Pierre Leprat
 (septembre 2022).
Pierre Leprat, né à Moulins le 16 avril 1849 et mort à Montluçon le 4 octobre 1936, est un artiste peintre et professeur de dessin et d'histoire de l'art français. Il est le fondateur de l'association Les Amis de Montluçon.

## Biographie
Pierre Leprat est le fils d'un jardinier, Gabriel Leprat, et de Catherine Blandin. Il fréquente les cours de l'école de dessin d'Edmond Tudot à Moulins.
Il s'installe à Montluçon en 1872, où il enseigne le dessin et l'histoire de l'art au lycée de 1883 à 1919.
Il a fondé en 1911 Les Amis de Montluçon, dont il a été président jusqu'à sa mort.
Sa fille Gabrielle a épousé en 1900 Genès Pradel (1866-1947) ; ils sont les parents de l'historien d'art Pierre Pradel.

## Œuvre
Élève d'Henri Harpignies et peintre paysagiste, il a pratiqué le dessin, la lithographie, la peinture, l'aquarelle et le pastel. Il expose au Salon des artistes français de 1877 à 1905. Son œuvre la plus connue est Labourage en Creuse (1887), peinte à une époque où il fait plusieurs séjours près de Dontreix.
À côté de ses paysages, il peint aussi des scènes de genre (Le Joueur de piaulou, La Grève), des natures mortes et quelques portraits (Portrait du docteur Dechaux, 1892).
Le musée de Montluçon possède deux tableaux : Le canal de Berry et Montluçon vu des Guineberts.

## Distinctions et hommages
- Officier d'académie (1894).
- Une rue de Montluçon porte son nom, dans le quartier de Rimard, au sud-est de la ville.